# Sandon Stolle
Sandon Stolle (Sydney, 13 juli 1970) is een voormalig tennisspeler uit Australië. die tussen 1990 en 2003 actief was in het professionele circuit.
Stolle was vooral succesvol in het herendubbeltennis waarin hij tweeëntwintig ATP-toernooien op zijn naam schreef waaronder de US Open in 1998 met Cyril Suk door in de finale het duo Mark Knowles / Daniel Nestor te verslaan met 4-6, 7-6(8), 6-2.
Stolle speelde voor zijn profcarrière college-tennis voor de Texas Christian University.

## Palmares

#### Enkelspel
| Legenda                       | Legenda               |
| ----------------------------- | --------------------- |
| Grand Slam                    |                       |
| Olympische Spelen             |                       |
| tot 2009                      | vanaf 2009            |
| Tennis Masters Cup            | ATP Finals            |
| ATP Masters Series            | ATP Tour Masters 1000 |
| ATP International Series Gold | ATP Tour 500          |
| ATP International Series      | ATP Tour 250          |

| Nr.              | Datum        | Toernooi       | Ondergrond | Tegenstander in finale | Score       | Details |
| ---------------- | ------------ | -------------- | ---------- | ---------------------- | ----------- | ------- |
| Verloren finales |              |                |            |                        |             |         |
| 1                | 23 juni 1996 | ATP Nottingham | Gras       | Jan Siemerink          | 3-6, 6-7(0) | Details |

### Dubbelspel
| Nr.                           | Datum             | Toernooi         | Ondergrond    | Partner           | Tegenstanders in finale             | Score               | Details |
| ----------------------------- | ----------------- | ---------------- | ------------- | ----------------- | ----------------------------------- | ------------------- | ------- |
| Gewonnen finales heren dubbel |                   |                  |               |                   |                                     |                     |         |
| 1.                            | 25 oktober 1992   | ATP Taipei       | Tapijt (i)    | John Fitzgerald   | Christo van Rensburg Patrick Baur   | 7-6, 6-2            | Details |
| 2.                            | 17 januari 1993   | ATP Sydney       | Hardcourt     | Jason Stoltenberg | Luke Jensen Murphy Jensen           | 6-3, 6-4            | Details |
| 3.                            | 16 januari 1994   | ATP Sydney       | Hardcourt     | Darren Cahill     | Mark Kratzmann Laurie Warder        | 6-1, 7-6            | Details |
| 4.                            | 3 april 1994      | ATP Osaka        | Hardcourt     | Martin Damm       | David Adams Andrej Olchovski        | 6-4, 6-4            | Details |
| 5.                            | 14 augustus 1994  | Cincinnati       | Hardcourt     | Alex O'Brien      | Wayne Ferreira Mark Kratzmann       | 6-7, 6-3, 6-2       | Details |
| 6.                            | 20 oktober 1996   | ATP Ostrava      | Tapijt (i)    | Cyril Suk         | Ján Krošlák Karol Kučera            | 7-6, 6-3            | Details |
| 7.                            | 12 juli 1998      | ATP Newport      | Gras          | Doug Flach        | Scott Draper Jason Stoltenberg      | 6-2, 4-6, 7-6(5)    | Details |
| 8.                            | 2 augustus 1998   | ATP Los Angeles  | Hardcourt     | Patrick Rafter    | Jeff Tarango Daniel Vacek           | 6-4, 6-4            | Details |
| 9.                            | 12 september 1998 | US Open          | Hardcourt     | Cyril Suk         | Mark Knowles Daniel Nestor          | 4-6, 7-6(8), 6-2    | Details |
| 10.                           | 14 februari 1999  | ATP Dubai        | Hardcourt     | Wayne Black       | David Adams John-Laffnie de Jager   | 4-6, 6-1, 6-4       | Details |
| 11.                           | 14 maart 1999     | ATP Indian Wells | Hardcourt     | Wayne Black       | Ellis Ferreira Rick Leach           | 7-6(4), 6-3         | Details |
| 12.                           | 28 maart 1999     | ATP Miami        | Hardcourt     | Wayne Black       | Boris Becker Jan-Michael Gambill    | 6-1, 6-1            | Details |
| 13.                           | 17 oktober 1999   | ATP Wenen        | Hardcourt (i) | David Prinosil    | Piet Norval Kevin Ullyett           | 6-3, 6-4            | Details |
| 14.                           | 30 juli 2000      | ATP Los Angeles  | Hardcourt     | Paul Kilderry     | Jan-Michael Gambill Scott Humphries | walk-over           | Details |
| 15.                           | 20 augustus 2000  | ATP Indianapolis | Hardcourt     | Lleyton Hewitt    | Jonas Björkman Maks Mirni           | 6-2, 3-6, 6-3       | Details |
| 16.                           | 12 november 2000  | ATP Lyon         | Tapijt (i)    | Paul Haarhuis     | Ivan Ljubičić Jack Waite            | 6-1, 6-7(2), 7-6(7) | Details |
| 17.                           | 14 januari 2001   | ATP Sydney       | Hardcourt     | Daniel Nestor     | Jonas Björkman Todd Woodbridge      | 2-6, 7-6(4), 7-6(5) | Details |
| 18.                           | 4 maart 2001      | ATP Dubai        | Hardcourt     | Joshua Eagle      | Daniel Nestor Nenad Zimonjić        | 6–4, 6–4            | Details |
| 19.                           | 17 juni 2001      | ATP Halle        | Gras          | Daniel Nestor     | Maks Mirni Patrick Rafter           | 6–4, 6–7(5), 6–1    | Details |
| 20.                           | 7 oktober 2001    | ATP Moskou       | Tapijt (i)    | Maks Mirni        | Mahesh Bhupathi Jeff Tarango        | 6–3, 6–0            | Details |
| 21.                           | 21 oktober 2001   | ATP Stuttgart    | Hardcourt (i) | Maks Mirni        | Ellis Ferreira Jeff Tarango         | 7–6(0), 7–6(4)      | Details |
| 22.                           | 13 oktober 2002   | ATP Wenen        | Hardcourt (i) | Joshua Eagle      | Jiří Novák Radek Štěpánek           | 6–4, 6–3            | Details |
| Verloren finales heren dubbel |                   |                  |               |                   |                                     |                     |         |
| 1.                            | 28 februari 1993  | ATP Scottsdale   | Hardcourt     | Luke Jensen       | Mark Keil Dave Randall              | 5-7, 4-6            | Details |
| 2.                            | 18 april 1993     | ATP Hong Kong    | Hardcourt     | Jason Stoltenberg | David Wheaton Todd Woodbridge       | 1-6, 3-6            | Details |
| 3.                            | 27 februari 1994  | ATP Scottsdale   | Hardcourt     | Alex O'Brien      | Jan Apell Ken Flach                 | 0-6, 4-6            | Details |
| 4.                            | 12 februari 1995  | ATP San José     | Hardcourt (i) | Alex O'Brien      | Jim Grabb Patrick McEnroe           | 6-3, 5-7, 0-6       | Details |
| 5.                            | 14 mei 1995       | ATP Pinehurst    | Gravel        | Alex O'Brien      | Todd Woodbridge Mark Woodforde      | 2-6, 4-6            | Details |
| 6.                            | 30 juli 1995      | ATP Montréal     | Hardcourt     | Brian MacPhie     | Jevgeni Kafelnikov Andrej Olchovski | 2-6, 2-6            | Details |
| 7.                            | 9 september 1995  | US Open          | Hardcourt     | Alex O'Brien      | Mark Woodforde Todd Woodbridge      | 3-6, 3-6            | Details |
| 8.                            | 14 januari 1996   | ATP Sydney       | Hardcourt     | Patrick McEnroe   | Ellis Ferreira Jan Siemerink        | 7-5, 4-6, 1-6       | Details |
| 9.                            | 14 april 1996     | ATP New Delhi    | Hardcourt     | Byron Black       | Jonas Björkman Nicklas Kulti        | 6-4, 4-6, 4-6       | Details |
| 10.                           | 11 augustus 1996  | ATP Cincinnati   | Hardcourt     | Cyril Suk         | Mark Knowles Daniel Nestor          | 6-3, 3-6, 4-6       | Details |
| 11.                           | 16 februari 1997  | ATP Dubai        | Hardcourt     | Cyril Suk         | Sander Groen Goran Ivanišević       | 6-7, 3-6            | Details |
| 12.                           | 23 februari 1997  | ATP Antwerpen    | Hardcourt (i) | Cyril Suk         | David Adams Olivier Delaître        | 6-3, 2-6, 1-6       | Details |
| 13.                           | 15 juni 1997      | ATP Londen       | Gras          | Cyril Suk         | Mark Philippoussis Patrick Rafter   | 2-6, 6-4, 5-7       | Details |
| 14.                           | 7 maart 1999      | ATP Scottsdale   | Hardcourt     | Mark Knowles      | Justin Gimelstob Richey Reneberg    | 4-6, 7-6(4), 3-6    | Details |
| 15.                           | 24 oktober 1999   | ATP Lyon         | Tapijt (i)    | Wayne Ferreira    | Piet Norval Kevin Ullyett           | 6-4, 6-7(5), 6-7(4) | Details |
| 16.                           | 9 januari 2000    | ATP Adelaide     | Hardcourt     | Lleyton Hewitt    | Todd Woodbridge Mark Woodforde      | 4-6, 2-6            | Details |
| 17.                           | 16 januari 2000   | ATP Sydney       | Hardcourt     | Lleyton Hewitt    | Todd Woodbridge Mark Woodforde      | 5-7, 4-6            | Details |
| 18.                           | 19 maart 2000     | ATP Indian Wells | Hardcourt     | Paul Haarhuis     | Jared Palmer Alex O'Brien           | 4-6, 6-7(5)         | Details |
| 19.                           | 23 april 2000     | ATP Monte Carlo  | Sand          | Paul Haarhuis     | Wayne Ferreira Jevgeni Kafelnikov   | 3-6, 6-2, 1-6       | Details |
| 20.                           | 30 april 2000     | ATP Barcelona    | Gravel        | Paul Haarhuis     | Nicklas Kulti Mikael Tillström      | 2-6, 7-6(2), 6-7(5) | Details |
| 21.                           | 21 mei 2000       | ATP Hamburg      | Gravel        | Wayne Arthurs     | Todd Woodbridge Mark Woodforde      | 7-6(4), 4-6, 3-6    | Details |
| 22.                           | 10 juni 2000      | Roland Garros    | Gravel        | Paul Haarhuis     | Todd Woodbridge Mark Woodforde      | 6-7(7), 4-6         | Details |
| 23.                           | 25 juni 2000      | ATP Rosmalen     | Gras          | Paul Haarhuis     | Martin Damm Cyril Suk               | 4-6, 7-6(5), 6-7(5) | Details |
| 24.                           | 8 juli 2000       | Wimbledon        | Gras          | Paul Haarhuis     | Todd Woodbridge Mark Woodforde      | 3-6, 4-6, 1-6       | Details |
| 25.                           | 13 mei 2001       | ATP Rome         | Gravel        | Daniel Nestor     | Wayne Ferreira Jevgeni Kafelnikov   | 4-6, 6-7(6)         | Details |
| 26.                           | 20 mei 2001       | ATP Hamburg      | Gravel        | Daniel Nestor     | Jonas Björkman Todd Woodbridge      | 6-7(2), 6-3, 3-6    | Details |
| 27.                           | 13 januari 2002   | ATP Sydney       | Hardcourt     | Joshua Eagle      | Donald Johnson Jared Palmer         | 4-6, 4-6            | Details |
| 28.                           | 3 maart 2002      | ATP Dubai        | Hardcourt     | Joshua Eagle      | Mark Knowles Daniel Nestor          | 6-3, 3-6, [11-13]   | Details |
| 29.                           | 6 oktober 2002    | ATP Moskou       | Tapijt (i)    | Joshua Eagle      | Roger Federer Maks Mirni            | 4-6, 6-7(0)         | Details |

## Prestatietabel
| Legenda | Legenda                          |
| ------- | -------------------------------- |
| g.t.    | geen toernooi gehouden           |
| l.c.    | lagere categorie                 |
| –       | niet deelgenomen                 |
| G       | uitgeschakeld in de groepsfase   |
| 1R      | uitgeschakeld in de eerste ronde |
| 2R      | uitgeschakeld in de tweede ronde |
| 3R      | uitgeschakeld in de derde ronde  |
| 4R      | uitgeschakeld in de vierde ronde |
| KF      | uitgeschakeld in de kwartfinale  |
| HF      | uitgeschakeld in de halve finale |
| F       | de finale verloren               |
| W       | het toernooi gewonnen            |
| w-v     | winst/verlies-balans             |

### Prestatietabel grand slam, enkelspel
| Toernooi        | 1991 | 1992 | 1993 | 1994 | 1995 | 1996 | 1997 | 1998 | 1999 |
| --------------- | ---- | ---- | ---- | ---- | ---- | ---- | ---- | ---- | ---- |
| Australian Open | 1R   | 2R   | 1R   | 2R   | 1R   | 2R   | 1R   | 1R   | 2R   |
| Roland Garros   | –    | –    | 1R   | –    | –    | 1R   | 2R   | –    | –    |
| Wimbledon       | 2R   | 3R   | 2R   | –    | 1R   | 3R   | 3R   | –    | 2R   |
| US Open         | –    | 2R   | –    | –    | –    | 1R   | –    | –    | –    |

### Prestatietabel grand slam, dubbelspel
| Toernooi        | 1991 | 1992 | 1993 | 1994 | 1995 | 1996 | 1997 | 1998 | 1999 | 2000 | 2001 | 2002 | 2003 |
| --------------- | ---- | ---- | ---- | ---- | ---- | ---- | ---- | ---- | ---- | ---- | ---- | ---- | ---- |
| Australian Open | 2R   | 2R   | 1R   | 1R   | 1R   | 2R   | 2R   | 3R   | 3R   | 3R   | KF   | 3R   | 1R   |
| Roland Garros   | –    | 1R   | 1R   | –    | 2R   | 2R   | 1R   | 1R   | 3R   | F    | 3R   | 2R   | –    |
| Wimbledon       | –    | 1R   | 1R   | 2R   | 3R   | 2R   | 3R   | 3R   | KF   | F    | 2R   | 3R   | –    |
| US Open         | –    | 1R   | 1R   | 3R   | F    | 2R   | –    | W    | KF   | KF   | HF   | 1R   | –    |